# Anàlisis de circuits de corrent altern
L'estudi d'un circuit de corrent altern és una branca de l'electrònica que permet l'anàlisi del funcionament dels circuits formats per components resistius, capacitius i inductius connectats a una font de corrent altern. Respecte la seua anàlisi, tot el vist en els circuits de corrent continu és vàlid per als circuits d'altern amb l'excepció que caldrà operar amb nombres complexos amb equacions diferencials. A més també s'usen les transformades de Laplace i Fourier per poder calcular les seves equivalències. En aquests circuits, les ones electromagnètiques solen aparèixer caracteritzades com a fasors segons el seu mòdul i fase, permetent una anàlisi més senzilla. A més s'hauran de tenir en compte les següents condicions:
- Totes les fonts cal que emetin ones sinusoidals.
- Ha d'estar en règim estacionari, és a dir, després que els fenòmens, transitoris que es produeixen a la connexió del circuit s'hagin atenuat completament.
- Tots els components del circuit han de ser lineals, o treballar en un règim tal que puguin considerar-se com a lineals. Els circuits amb díodes estan exclosos i els resultats amb inductors amb nucli ferromagnètic seran només aproximacions.

## Introducció
Vegeu també: Condensador, Bobina, Inductor i Lleis de Kirchhoff
Un circuit RLC és un circuit en el qual només hi ha resistències, condensadors i bobines: aquests tres elements tenen, per equacions característiques una relació lineal (Sistema lineal) entre tensió i intensitat. Es diu que no hi ha elements actius
- Resistència: {\displaystyle v(t)=i(t)R} ;
- Condensador: {\displaystyle i(t)=C{dv(t) \over dt};}
- Bobina: {\displaystyle v(t)=L{di(t) \over dt};}

De tal manera que per conèixer el funcionament d'un circuit s'apliquen les lleis de Kirchhoff, resolent un sistema d'equacions diferencials, per determinar la tensió i intensitat en cadascuna de les branques. Com aquest procés es fa extremadament laboriós quan el circuit té més de dues bobines o condensadors (s'estaria enfront d'equacions diferencials de més de segon ordre), allò que es fa en la pràctica és escriure les equacions del circuit i després simplificar-les a través de la Transformada de Laplace, en la qual derivades i integrals són sumes i restes amb nombres complexos (se li sol anomenar domini complex), resoldre un sistema d'equacions lineals complex i després aplicar-li la Antitransformada de Laplace, i finalment, retornar-ho al domini del temps. (A molts, això potser els soni a nou, perquè en realitat, el que es fa sempre és aplicar directament la transformada de Laplace sense saber que s'està usant, mitjançant regles mnemotècniques; després resoldre el sistema d'equacions i finalment interpretar els resultats de tensió o intensitat complexos obtenint automàticament la resposta en el temps, és a dir, aplicant mentalment l'antitransformada de Laplace sense saber què s'està fent.)
La transformada de Laplace dels elements del circuit RLC, o sigui, l'equivalent que s'usa per resoldre els circuits és:
- Resistència: {\displaystyle Z=R+j*0}; És a dir, no té part imaginària.
- Condensador: {\displaystyle Z=-{1 \over \omega C}*j\;} És a dir, no té part real. ω és la pulsació del circuit ({\displaystyle \omega =2\pi f}) amb f la freqüència de la intensitat que circula pel circuit i C la capacitat del condensador.
- Bobina: {\displaystyle {Z=+\omega L*j}} És a dir, no té part real. ω és la pulsació del circuit ({\displaystyle \omega =2\pi f;}) amb f la freqüència de la intensitat que circula pel circuit i L la inductància de la bobina

De forma general i per a elements en un circuit amb característiques de condensador i resistència o de resistència i bobina al mateix temps, els seus equivalents serien:

### Impedància complexa
De la relació entre tensió a banda i banda d'un element i la intensitat que circula per ell en el camp complex:
{\displaystyle Z=VI}
És útil quan es resol un circuit aplicant la llei de malles de Kirchhoff. La impedància pot representar-se com la suma d'una part real i una part imaginària:
{\displaystyle Z=R+jX}
R s la part resistiva o real de la impedància i
X és la part reactiva o reactància de la impedància.
Unitats: Ohm Sistema internacional

### Admitància complexa
Vegeu també: admitància Ens dona la relació entre la intensitat que circula per un element i la tensió a la qual està sotmès en el camp complex:
{\displaystyle Y=I/V}
És útil quan es resol un circuit aplicant la llei de nusos de Kirchoff (LTK), la admitància és l'invers de la impedància:
{\displaystyle Y={1 \over Z}=y_{c}+jy_{s}}
La conductància {\displaystyle \scriptstyle {y_{c}}} és la part real de la admitància i la susceptància {\displaystyle \scriptstyle {y_{s}}}la part imaginària de l'admitància.
Unitats: Siemens (unitat) Sistema internacional

### Interpretació en el temps dels resultats complexos
I ara a continuació s'explica com mentalment, i sense saber-ho, s'aplica l'antitransformada de Laplace, identificant directament els resultats dels nombres complexos amb el seu significat en el temps:
Sentit físic de la part imaginària j (on s'utilitza aquesta lletra en comptes d'i per evitar confusions amb la intensitat) de les impedàncies calculant, sense utilitzar aquestes, el corrent que circula per un circuit format per una resistència, una inductància i un condensador en sèrie.
El circuit està alimentat amb una tensió sinusoidal i s'ha esperat suficientment perquè tots els fenòmens transitoris hagin desaparegut. Es té un règim permanent. Com que el sistema és lineal, el corrent del règim permanent serà també sinusoidal i tindrà la mateixa freqüència que la de la font original. L'única cosa que no se sap sobre el corrent és la seva amplitud i el desfasament que pot tenir pel que fa a la tensió d'alimentació. Així, si la tensió d'alimentació és {\displaystyle {V=V_{o}cos(\omega t)}} el corrent serà de la forma {\displaystyle {I=I_{\circ }\cos(\omega t+\varphi )};} a on φ és el desfasament que no coneixem.
L'equació a resoldre serà:
{\displaystyle {V_{\circ }\cos(\omega t)=V_{R}+V_{L}+V_{C}}}
a on {\displaystyle \scriptstyle {V_{R}}} {\displaystyle \scriptstyle {V_{L}}} i {\displaystyle \scriptstyle {V_{C}}:} són les tensions entre les extremitats de la resistència, la inductància i el condensador
{\displaystyle V_{R}\,} es igual a {\displaystyle RI_{\circ }\cos(\omega t+\varphi )}

La definició d'inductància ens diu que:

{\displaystyle V_{L}=L\textstyle {dI \over dt}=L\textstyle {d\left(I_{\circ }\cos(\omega t+\varphi )\right) \over dt}=-\omega LI_{\circ }\sin(\omega t+\varphi )}

La definició de condensador ens diu que {\displaystyle \scriptstyle {I=C{dV_{C} \over dt}}}. Tot aïllant i integrant, es pot comprovar que:
{\displaystyle V_{C}=\textstyle {1 \over \omega C}I_{\circ }\sin(\omega t+\varphi )}
Així, l'equació que cal resoldre és:
{\displaystyle {V_{\circ }\cos(\omega t)=RI_{\circ }\cos(\omega t+\varphi )-\omega LI_{\circ }\sin(\omega t+\varphi )+\textstyle {1 \over \omega C}I_{\circ }\sin(\omega t+\varphi )};}
Cal trobar els valors d'{\displaystyle {I_{\circ }}} i de {\displaystyle {\varphi }} que permetin que aquesta equació sigui satisfeta per a tots els valors de {\displaystyle {t}}.
Per trobar-los, imagini's que s'alimenta un altre circuit idèntic amb una altra font de tensió sinusoidal l'única diferència de la qual és que comença amb un quart de període de retard. És a dir, que la tensió serà
{\displaystyle V=V_{\circ }\cos(\omega t-{\pi  \over 2})=V_{\circ }\sin(\omega t)}
De la mateixa manera, la solució també tindrà el mateix retard i el corrent serà:
{\displaystyle {I=I_{\circ }\cos(\omega t+\varphi -{\pi  \over 2})=I_{\circ }\sin(\omega t+\varphi )}}
L'equació d'aquest segon circuit retardat serà:
{\displaystyle {V_{\circ }\sin(\omega t)=RI_{\circ }\sin(\omega t+\varphi )+\omega LI_{\circ }\cos(\omega t+\varphi )-\textstyle {1 \over \omega C}I_{\circ }\cos(\omega t+\varphi )}}
Hi ha signes que han canviat perquè el cosinus retardat es transforma en sinus, però el sinus retardat es transforma en {\displaystyle \textstyle {\mathbf {-} }}cosinus.
Ara sumarem les dues equacions després d'haver multiplicat la segona per j. La idea és poder transformar les expressions de la forma {\displaystyle {\cos x+j\sin x}} en {\displaystyle {e^{jx}}}, utilitzant les fórmules d' Euler.
El resultat és:
{\displaystyle V_{\circ }e^{j\omega t}=RI_{\circ }e^{j\left(\omega t+\varphi \right)}+j\omega LI_{\circ }e^{j\left(\omega t+\varphi \right)}+\textstyle {1 \over j\omega C}I_{\circ }e^{j\left(\omega t+\varphi \right)}}
Com {\displaystyle {e^{j\omega t}}}es diferent a zero, es pot dividir tota l'equació per aquest factor:
{\displaystyle {V_{\circ }=RI_{\circ }e^{j\varphi }+j\omega LI_{\circ }e^{j\varphi }+\textstyle {1 \over j\omega C}I_{\circ }e^{j\varphi }}}
i es pot deduir:
{\displaystyle {I_{\circ }e^{j\varphi }=\textstyle {V_{\circ } \over R+j\omega L+\scriptstyle {1 \over j\omega C}}}}
A l'esquerra es tenen les dues coses que es volen calcular: l'amplitud del corrent i el seu desfasament. L'amplitud serà igual al mòdul del nombre complex de la dreta i el desfasament serà igual a l'argument del nombre complex de la dreta.
I el terme de la dreta és el resultat del càlcul habitual utilitzant el formalisme d'impedàncies en el qual de tracten les impedàncies de les resistències, condensadors i inductàncies de la mateixa manera que les resistències amb la llei d'Ohm.
Val la pena de repetir que quan s'escriu:
{\displaystyle {I=\textstyle {V_{\circ } \over R+j\omega L+\scriptstyle {1 \over j\omega C}}}}
s'admet que la persona que llegeix aquesta fórmula sap interpretar-la i no creurà que el corrent pugui ser complex o imaginari. La mateixa suposició val quan es troben expressions com "alimentem amb una tensió {\displaystyle \scriptstyle {Ve^{j\omega t}}}" o " el corrent és complex".
Com els senyals són sinusoidals, els factors entre els valors eficaços, màxims, pic a pic o mitjans són fixos. Així que, en el formalisme d'impedàncies, si els valors d'entrada són pic, els resultats també vindran en pic. Igual per a eficaç o uns altres. Però no hem de barrejar-los.

### Representació gràfica
Veure articles corrent altern i fasor o vectors (electrònica).
Es poden representar les tensions dels generadors de tensió i les tensions entre els extrems dels components com a vectors en un pla complex. La magnitud (longitud) dels vectors és el mòdul de la tensió i l'angle que fan amb en eix real és igual a l'angle de desfasament pel que fa al generador de referència. Aquest tipus de diagrama també es diu diagrama de Fresnel.
Amb una mica de pràctica i un mínim de coneixements de geometria, aquestes representacions són molt més explícites que els valors o les fórmules. Per descomptat, aquests dibuixos no són, avui dia, un mètode gràfic de càlcul de circuits. Són una manera de "veure" com les tensions se sumen. Aquests dibuixos poden facilitar l'escriptura de les fórmules finals, utilitzant les propietats geomètriques. Trobaran exemples de la representació gràfica en els exemples de baix.

## Resolució de circuits en corrent altern
En definitiva, el que solem fer es substituir cadascun dels elements del circuit per la seva impedància complexa (gràcies a la Transformada de Laplace, vegeu l'explicació mes amunt), traduir aquest nou circuit amb tensions i intensitats complexes a través de l'Anàlisi de nodes (llei de nusos de Kirchhoff Lleis de Kirchhoff) o a través de l'Anàlisi de malles (llei de malles de Kirchhoff) a un sistema (o equació) lineal de n incògnites amb n equacions, resoldre el sistema i després interpretar els resultats en nombres complexos per a conèixer el seu significat en el temps

### Generalització de la llei d'Ohm
Vegeu també: llei d'ohm
La tensió entre les extremitats d'una impedància és igual al producte del corrent per la impedància:
{\displaystyle {V_{z}=ZI_{z}}}
Tant la impedància com el corrent i la tensió són, en general, complexes.

### Impedàncies en sèrie o en paral·lel
Les impedàncies es tracten com les resistències amb la llei d'Ohm. La impedància és igual a la seva suma:
- Sèrie {\displaystyle {Z=Z_{1}+Z_{2}+\cdots +Z_{n}}}

La impedància de diverses impedàncies en paral·lel és igual a l'invers de la suma dels inversos:
- Paral·lel {\displaystyle {Z=\textstyle {1 \over \scriptstyle {{1 \over Z_{1}}+{1 \over Z_{2}}+\cdots +{1 \over Z_{n}}}}}}

### Interpretació dels resultats
El resultat d'un càlcul d'una tensió o d'un corrent és, generalment, un nombre complex. Aquest nombre complex s'interpreta de manera següent:
- El mòdul indica el valor de la tensió o del corrent calculat. Si els valors utilitzats per als generadors eren els valors pic, el resultat també serà un valor de pic. Si els valors eren valors eficaços, el resultat també serà un valor eficaç.
- L'argument d'aquest nombre complex dona el desfasament pel que fa al generador utilitzat com a referència de fase. Si l'argument és positiu la tensió o el corrent calculades estaran en avanç de fase.

### Generadors de tensió o de corrent desfasades
Si en un circuit es troben diversos generadors de tensió o de corrent, es tria un d'ells com a generador de referència de fase. Si la veritable tensió del generador de referència és {\displaystyle {V_{\circ }\cos(\omega t)}}, per al càlcul amb les impedàncies s'escriu la seva tensió com a {\displaystyle {V_{\circ }}}. Si la tensió d'un altre generador té un avanç de fase d'{\displaystyle {\alpha }} el que fa al generador de referència i el seu corrent és {\displaystyle {I_{1}\cos(\omega t+\alpha )}}, per al càlcul amb les impedàncies s'escriu el seu corrent com a {\displaystyle {I_{1}e^{j\alpha }}}L'argument de les tensions i corrents calculats serà el desfasament d'aquestes tensions o corrents pel que fa al generador de referència.

### Circuits amb fonts de freqüències diferents
Ens apareix el problema que a l'hora de calcular les impedàncies dels condensadors o bobines del nostre circuit, cadascuna de les fonts amb diferent freqüència tenen una diferent pulsació, per punt per al mateix circuit un condensador podria tenir tantes impedàncies diferents com a fonts amb diferent freqüència.
Com es tracta de circuits lineals (Sistema lineal) s'aplica el Teorema de superposició, de la següent manera: es dibuixen punts circuits, diguem-ne auxiliars, exactament iguals a l'original com a freqüències diferents tenen les fonts que exciten el circuit excepte per que en cadascun dels circuits nomes es deixen les fonts tant de tensió com d'intensitat amb la mateixa freqüència, la resta de fonts se substitueixen per un curtcircuit i per un circuit obert respectivament. Es resol cadascun d'aquests circuits i després sumem els efectes de cada tipus de font, és a dir, si es vol conèixer la tensió entre dos punts es calcula per a cadascun dels circuits auxiliars la tensió que s'obtindria, i després se sumi, en resum: el circuit suma de tots els circuits auxiliars és equivalent al circuit original.

## Casos específics

### Circuit sèrie RL

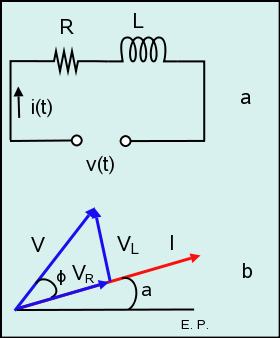
Figura 8. Circuit sèrie RL (a) i diagrama vectorial (b).

Suposem que pel circuit de la figura 8a circula un corrent:
{\displaystyle {{\vec {I}}=I_{\ }{\underline {/\alpha }}}}
Com {\displaystyle {V_{R}}} és en fase i {\displaystyle {V_{L}}} s'avança 90° respecte a al corrent, obtindrem:
{\displaystyle {\vec {V}}_{R}=IR_{\ }{\underline {/\alpha }}}
{\displaystyle {{\vec {V}}_{L}=I{X_{L}}_{\ }{\underline {/\alpha +90}}}}
Sumant vectorialment ambdues tensions s'obté la total V:
{\displaystyle {{\vec {V}}={\vec {V}}_{R}+{\vec {V}}_{L}=V_{\ }{\underline {/\alpha +\phi }}}}
on d'acord amb el diagrama vectorial de la figura 8b, V és el mòdul de la tensió total:
{\displaystyle {V={\sqrt {{V_{R}}^{2}+{V_{L}}^{2}}}={\sqrt {({IR})^{2}+({I{X_{L}}})^{2}}}=}}
{\displaystyle {=I{\sqrt {R^{2}+{X_{L}}^{2}}}}}
i φ l'angle que formen els vectors tensió total i corrent (angle de Desfasament):
{\displaystyle {\phi =\arctan \left({\frac {X_{L}}{R}}\right)}}
L'expressió {\displaystyle {\sqrt {R^{2}+{X_{L}}^{2}}}} representa l'oposició que ofereix el circuit al pas del corrent altern, a la qual es denomina impedància i es representa Z:
{\displaystyle {Z={\sqrt {R^{2}+{X_{L}}^{2}}}}}
En forma polar:
{\displaystyle {{\vec {V}}=V_{\ }{\underline {/\alpha +\phi }}=IZ_{\ }{\underline {/\alpha +\phi }}=I_{\ }{\underline {/\alpha }}\cdot Z_{\ }{\underline {/\phi }}={\vec {I}}{\vec {Z}}}}
de tal manera que la impedància pot considerar-se com una longitud complexa, el valor de la qual, d'acord amb el triangle de la figura 9, és:
{\displaystyle {{\vec {Z}}=Z_{\ }{\underline {/\phi }}=R+X_{L}j}}
Observeu que la part real resulta ser la component resistiva i la part imaginària la inductiva.

### Circuit sèrie RC

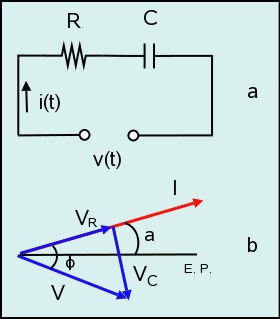
Figura 10. Circuit sèrie RC (a) i diagrama vectorial (b).

Suposem que pel circuit de la figura 10a circula un corrent:
{\displaystyle {{\vec {I}}=I_{\ }{\underline {/\alpha }}}}
Determinació de {\displaystyle V_{C}} : Com {\displaystyle V_{R}} estaria en fase amb el fasor intensitat i {\displaystyle V_{C}} retardada 90° respecte a aquest corrent {\displaystyle {\vec {I}}}, tindrem:
{\displaystyle {{\vec {V}}_{R}=IR_{\ }{\underline {/\alpha }}}}
{\displaystyle {{\vec {V}}_{C}=I{X_{C}}_{\ }{\underline {/\alpha -90}}}}
La tensió total V serà igual a la suma vectorial d'ambdues tensions,
{\displaystyle {{\vec {V}}={\vec {V}}_{R}+{\vec {V}}_{C}=V_{\ }{\underline {/\alpha -\phi }}}}
I d'acord amb el seu diagrama vectorial (figura 10b) veiem:
{\displaystyle V={\sqrt {{V_{R}}^{2}+{V_{C}}^{2}}}={\sqrt {({IR})^{2}+({I{X_{C}}})^{2}}}=}
{\displaystyle {=I{\sqrt {R^{2}+{X_{C}}^{2}}}}}
{\displaystyle {\phi =\arctan({\frac {X_{C}}{R}})}}
De la mateixa manera l'expressió {\displaystyle {\sqrt {R^{2}+{X_{C}}^{2}}}} és el mòdul de la impedància, ja que
{\displaystyle {{\vec {V}}=V_{\ }{\underline {/\alpha -\phi }}=IZ_{\ }{\underline {/\alpha -\phi }}=}}
{\displaystyle {=I_{\ }{\underline {/\alpha }}\cdot Z_{\ }{\underline {/-\phi }}={\vec {I}}{\vec {Z}}}}
i ens ve a dir que significa que la impedància és una magnitud complexa el valor de la qual, segons el triangle de la figura 11, és:
{\displaystyle {{\vec {Z}}=Z_{\ }{\underline {/-\phi }}=R-X_{C}j}}{\displaystyle vec{Z}=Z_{\ }{\underline {/-\phi }}=R-X_{C}j}
Observi's que la part real resulta ser la component resistiva i la part imaginària, ara amb signe negatiu, la capacitiva.

### Circuit sèrie RLC

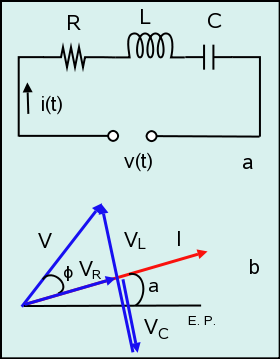
Figura 12. Circuit sèrie RLC (a) i diagrama fasorial (b).

Raonat de manera similar en el circuit sèrie RLC de la figura 12 s'arriba a la conclusió que la impedància Z té un valor de:
{\displaystyle {{\vec {Z}}=Z_{\ }{\underline {/\phi }}=R+(X_{L}-X_{C})j}}
així φ
{\displaystyle {\phi =\arctan \left({\frac {X_{L}-X_{C}}{R}}\right)}}
Al diagrama s'ha suposat que el circuit era inductiu
({\displaystyle {X_{L}>X_{C}}}), però en general es poden donar els següents casos:
- {\displaystyle {X_{L}>X_{C}}}: circuit inductiu, la intensitat queda retardada respecte de la tensió (cas de la figura 12, on φ és l'angle de desfasament).
- {\displaystyle X_{L}<X_{C}\,}: circuit capacitiu, la intensitat queda avançada respecte de la tensió.
- {\displaystyle X_{L}=X_{C}\,}: circuit resistiu, la intensitat queda en fase amb la tensió (en aquest cas es diu que hi ha ressonància).

### Circuit sèrie general

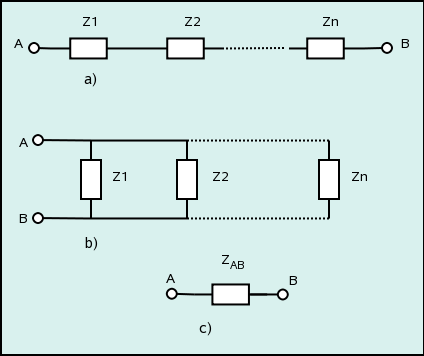
Figura 13. Associacions d'impedàncies: a) sèrie, b) paral·lel i c) impedància equivalent.

Siguin n impedàncies en sèrie com les mostrades en la figura 13a, a les quals se li aplica una tensió alterna V entre els terminals A i B el que originarà un corrent I. D'acord amb la llei d'Ohm:
{\displaystyle {\vec {Z}}_{AB}={\frac {\vec {V}}{\vec {I}}}}
a on {\displaystyle {\vec {Z}}_{AB}} és la impedància equivalent de l'associació (figura 13c), això és, aquella que connectada la mateixa tensió lnterna, {\displaystyle {\vec {V}}}, demanda la mateixa intensitat,{\displaystyle {\vec {I}}}. De la mateixa manera que per a una associació sèrie de resistències, es pot demostrar que
{\displaystyle {\vec {Z}}_{AB}={\vec {Z}}_{1}+{\vec {Z}}_{2}+...+{\vec {Z}}_{n}=\sum _{k=1}^{n}{\vec {Z}}_{k}=R_{T}+X_{T}j}
la qual cosa implica:
{\displaystyle R_{T}=\sum _{k=1}^{n}R_{k}} i {\displaystyle X_{T}=\sum _{k=1}^{n}X_{k}}

### Circuit paral·lel general
De la mateixa manera que a l'apartat anterior, es consideren "n" impedàncies en paral·lel com les mostrades en la figura 13b, a les quals se li aplica una tensió alterna "V" entre els terminals A i B el que originarà un corrent "I". D'acord amb la llei d'Ohm:
{\displaystyle {\vec {Z}}_{AB}={\frac {\vec {V}}{\vec {I}}}}
i de la mateixa manera que per a una associació paral·lel de resistències, es pot demostrar que
{\displaystyle {\vec {Z}}_{AB}={\frac {1}{\displaystyle \sum _{k=1}^{n}{\frac {1}{{\vec {Z}}_{k}}}}}}
Per facilitar el càlcul a l'anàlisi de circuits d'aquest tipus, se sol treballar amb admitàncies en lloc de les reactàncies.

## Exemples

### Un ràdio-generador únic

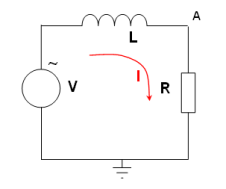
Una inductància i una resistència en sèrie alimentades per un generador sinusoidal.

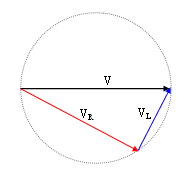
Diagrama de Fresnel (o vectors) d'una inductància i una resistència en sèrie. El cercle gris només serveix d'ajuda al dibuix de l'angle recte entre la tensió de la resistència i la tensió de la inductància.

En el diagrama de la dreta tenim un generador sinusoidal {\displaystyle V=10\cos(\omega t)} de 10 volts d'amplitud i d'una freqüència de 10 kHz. En sèrie hi ha una inductància de 10 mH i una resistència de 1,2KΩ.
Es calcula el corrent I que circula al circuit:
{\displaystyle {I=\textstyle {{V \over Z_{L}+Z_{R}}={V \over j\omega L+R}={10 \over j2\pi 10^{4}0,01+1200}}}}
{\displaystyle {{={10 \over 1200+j628,3}}=0{,}00654-j0{,}003424A}}
És necessària l'aplicació del càlcul amb nombres complexos si s'utilitza aquesta notació.
El mòdul del corrent és:
{\displaystyle {I=\left|\textstyle {10 \over 1200+j628,3}\right|=7,38mA}}
Com el valor de la tensió del generador que es va mesurar va ser un valor pic (amplitud), el valor del corrent obtingut també és un valor pic. El corrent eficaç és: {\displaystyle {{I_{\mathrm {ef} }={7,38 \over {\sqrt {2}}}}=5,22mA}}
La fase del corrent és l'argument del nombre complex {\displaystyle {10 \over 1200+j628,3}} :
{\displaystyle {artg\left(\textstyle {10 \over 1200+j628,3}\right)=-0{,}4823\,\,\mathrm {rad} =-27{,}63^{\circ }}}
El corrent està en retard de fase pel que fa a la fase del generador. Això és lògic, ja que el circuit és inductiu.
Només la resistència dissipa potència:
{\displaystyle {P_{R}=\textstyle {1 \over 2}R\left|I\right|^{2}=\textstyle {1 \over 2}1200\cdot \left(7{,}38\,10^{-3}\right)^{2}=32{,}7\,\,mW}}
La fracció {\displaystyle \scriptstyle {1 \over 2}} apareix perquè el valor del corrent és el valor pic.
La tensió entre els extrems de la resistència és {\displaystyle {\scriptstyle {V_{R}=I\,R=(0{,}00654-j0{,}003424)\,1200=7{,}84-j4{,}109\,\,V_{\mathrm {pic} }}}}
La tensió eficaç que es llegiria amb un voltímetre seria el mòdul d'aquesta tensió dividit per {\displaystyle {\scriptstyle {\sqrt {2}}}} ≈ {\displaystyle {\scriptstyle {6{,}26\,V_{\mathrm {ef} }}}}
La tensió de la inductància és:
{\displaystyle {V_{L}=j\omega L\,I\,=j628{,}3\,(0{,}00654-j0{,}003424)=2{,}15+j4{,}109\,V_{\mathrm {ef} }}}
La tensió eficaç llegida amb un voltímetre seria, igualment: {\displaystyle {3,28\,V_{\mathrm {ef} }}}
Es constata que la suma de les dues tensions "complexes" dona (tenint en compte els arrodoniments) la tensió del generador. En canvi, la suma de les dues tensions llegides amb un voltímetre és més gran que la del generador {\displaystyle (7,07V_{\mathrm {ef} })}. Aquest resultat és típic de les mesures fetes amb un voltímetre en circuits en els quals les tensions no estan en fase. Un voltímetre mesura mòduls en valor eficaç, que no es poden sumar directament ja que s'està tractant amb vectors i amb les seves diferents orientacions.

### Dos generadors desfasats

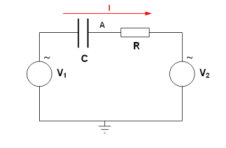
Condensador i resistència en sèrie entre dos generadors sinusoidals desfasats.

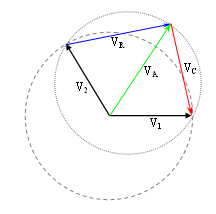
Diagrama de Fresnel corresponent al segon exemple. El primer cercle serveix de guia a les tensions dels dos generadors. El segon per a l'angle recte entre la tensió del condensador i la de la resistència.

Al circuit de la dreta, un condensador d' {\displaystyle {1\,\mu F}} i una resistència de {\displaystyle {3\,k\Omega }} en sèrie, estan connectats entre dos generadors sinusoidals. Es prenen com a generadors dues fases del subministrament trifàsic. El generador de l'esquerra serà el nostre generador de referència {\displaystyle {\scriptstyle {V_{1}=230{\sqrt {2}}\cos(314\,t)}}}. El generador de la dreta està en avanç de fase de {\displaystyle {2\pi /3}}. És a dir {\displaystyle \scriptstyle {V_{2}=230{\sqrt {2}}\cos(314\,t+{2\pi  \over 3})}}. Amb el formalisme d'impedàncies, el generador de l'esquerra serà {\displaystyle {V_{1}=230\,V_{\mathrm {ef} }}} i el de la dreta {\displaystyle {V_{2}=230\,e^{j{2\pi  \over 3}}\,V_{\mathrm {ef} }}}
Es comença calculant la diferència de tensió entre els dos generadors:
{\displaystyle {V_{12}=230\,\left(1-e^{j{2\pi  \over 3}}\right)=230\,\left(1-\cos \left(\textstyle {2\pi  \over 3}\right)-j\sin \left(\textstyle {2\pi  \over 3}\right)\right)}}
{\displaystyle {\displaystyle =230\,(1{,}5-j0{,}866)=345-j199{,}19\,V_{\mathrm {ef} }=398{,}37e^{-j0{,}5236}}}
el modul d'aquesta tensió es 398,37Vef i està retardada en 0,5236 radians (30º) respecte la tensió de referència.
La tensió entre els extrems de la resistència seria:
{\displaystyle {\displaystyle \scriptstyle {V_{R}=R\,I=3000\cdot 0{,}0910\,e^{j0{,}2917}=273\,e^{j0{,}2917}V_{\mathrm {ef} }}}}
La tensió als extrems del condensador seria:
{\displaystyle {\displaystyle \scriptstyle {V_{C}=Z_{C}\,I=-j3185\cdot 0{,}0910\,e^{j0{,}2917}=3185\,e^{-j{\pi  \over 2}}0{,}0910\,e^{j0{,}2917}=289{,}83\,e^{-j1{,}2791}V_{\mathrm {ef} }}}}
Aquesta tensió al condensador estaria desfasada 73,3º en respecte a la tensió de referència. i Com a l'exemple anterior, la suma dels mòduls de les tensions (les mesurades amb un voltímetre) de la resistència i del condensador (563V) és mes gran que la tensió total aplicada (398V).
La tensió al punt A del circuit serà:
{\displaystyle {\displaystyle V_{A}=V_{1}-V_{C}=230-289{,}83\,e^{-j1{,}2791}=230-(83,35-j277{,}6)}}
{\displaystyle {\displaystyle =146.65+j277{,}6=314\,e^{j1{,}085}\,V_{\mathrm {ef} }}}
I per tant la tensió al punt A es més gran que la de cada generador.